# Niederrennersdorfer Schloss

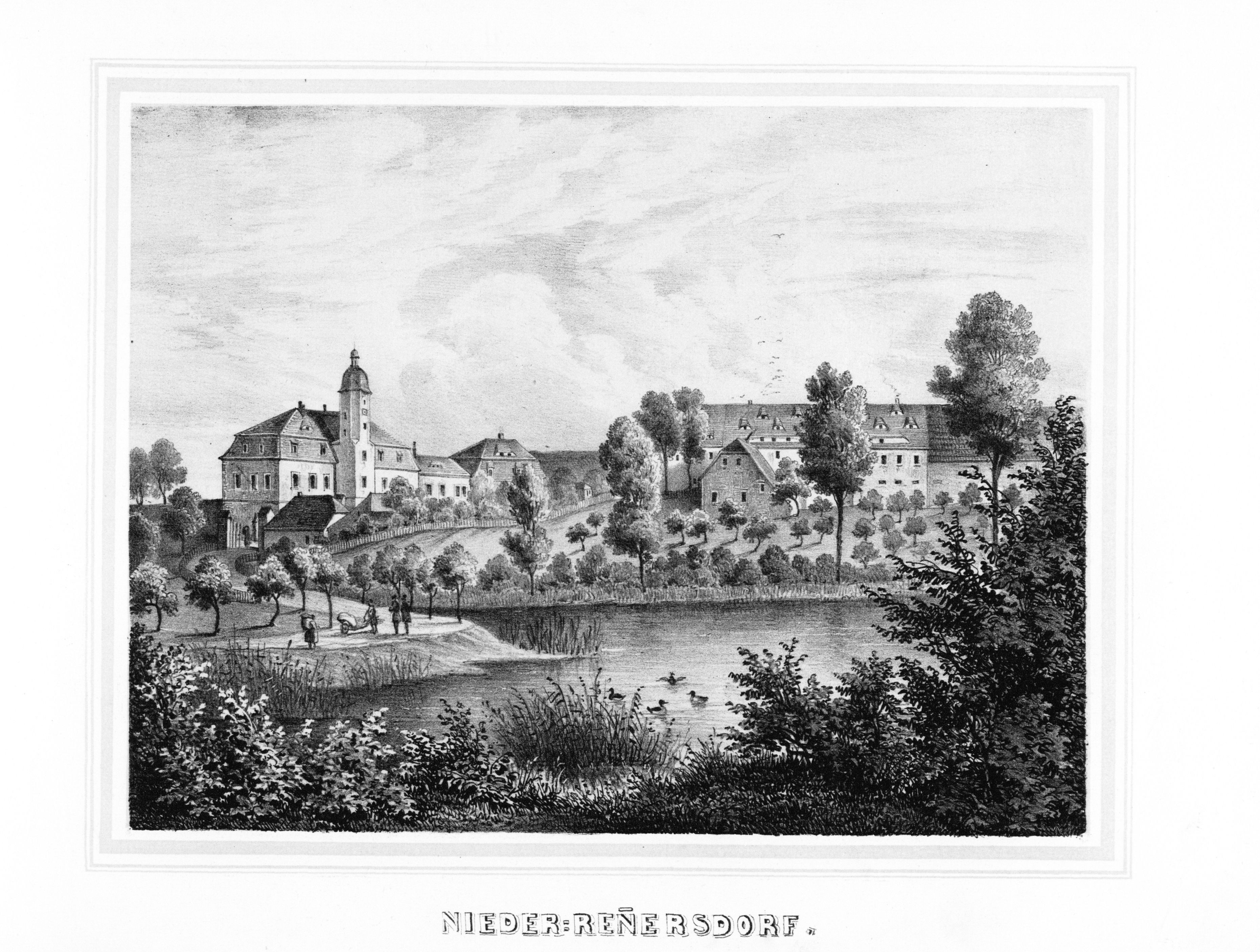
Album der Rittergüter und Schlösser im Königreiche Sachsen Schloss Nieder-Rennersdorf

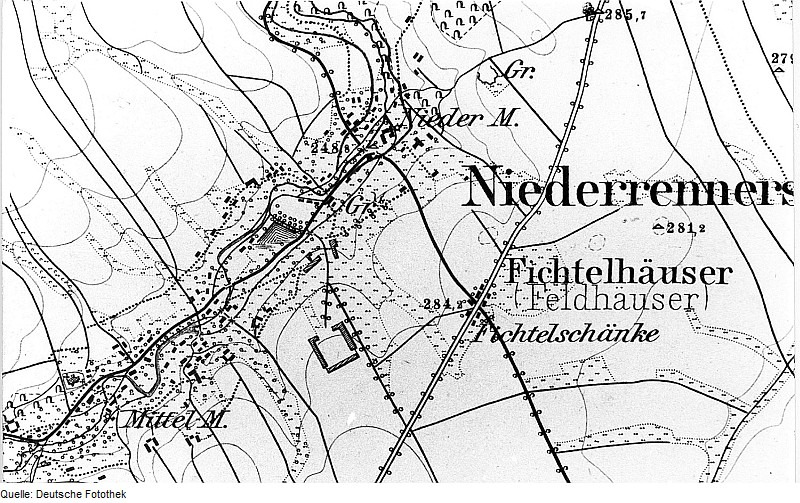
Nieder-Rennersdorf. Meßtischblatt, Sekt. Löbau, 1884

Das Niederrennersdorfer Schloss befand sich in Rennersdorf, heute ein Ortsteil der sächsischen Stadt Herrnhut in der östlichen Oberlausitz im Landkreis Görlitz.
Es lag auf halber Höhe an einer flachen Berglehne am Ufer der Pließnitz. Den Schutz verstärkte vermutlich ein im Tal angestauter Teich. Der quadratisch gewölbten Flurhalle war ein 22 Meter hoher Turm vorgelagert, durch dessen Erdgeschoss der Eingang erfolgte. Das Schloss weist verschiedene bauzeitliche Epochen auf, deren Elemente möglicherweise bis hin zur Gotik zurückreichen. Um das Jahr 1718 erfolgten an der Südseite umfangreiche Baumaßnahmen zur Erweiterung des Anwesens.
Das Schloss wurde im Mai 1945 in Brand gesetzt; die verbliebene Ruine in den darauf folgenden Jahren abgetragen. Reste sind heute nur noch schwer erkennbar.

## Geschichte
Aus der Familie von Radeberg wird 1413 ein Hans zu Reynersdorf erwähnt.
Unter der Familie von Gersdorf, die den 1406 im Stadtbuch zu Görlitz verzeichneten Rittersitz Reinherstorf seit 1464 besaß, lassen sich nach 1477 eine doppelte Besitzerreihe der Güter von Ober- und Nieder-Rennersdorf erkennen. 1480 ist Heinrich von Heinersdorf verzeichnet, ab 1521 für zwei Jahrzehnte die Familie von Lottitz. In den nächsten Jahrhunderten wechselten die Besitzer mehrfach. Verzeichnet sind ab 1541 die Familie von Breitenbach, ab 1560 die Familie von Gersdorf, ab 1572 die Familie von Schwantz, ab 1584 die Familie von Klüx auf Strahwalde, welche seit 1581 im Besitze von Ober-Rennersdorf war und dann ab 1594 erneut die Familie von Gersdorf. Im Jahre 1643 gelangte Nieder-Rennersdorf an die Schwestern Anna Margarethe von Nostitz sowie Anna Sophie, beide geborene von Gersdorf, bis zum Jahre 1647 in gemeinschaftlichem Besitze. 1648 ward Anna Margarethe alleinige Besitzerin von Nieder-Rennersdorf. Ihr folgte 1649 die Familie von Eberhard, die das Rittergut 1718 an den Zittauer Bürgermeister, Johann Christian Nesen, verkaufte. Die nachfolgenden Besitzer waren ab 1727 Nesens Witwe Christiane Sophie, spätere von Carlowitz. Sie vererbte es 1759 an Christian Siegfried Nesen, der es 1793 wiederum seiner Tochter vererbte, die es qua Heirat in die Familie Mücke einbrachte. Nach deren Nobilitierung wurde es zum Stammsitz der Familie von Mücke, die das Schloss bis zur Enteignung 1945 in Familienbesitz behielt. Der Wirtschafts- und Pachthof wurde im Zuge der Bodenreform aufgesiedelt.